# قلعه‌لر (نقده)
قلعه‌لَر روستایی در استان آذربایجان غربی است که در شهرستان نقده واقع شده‌است. این روستا در ۱۳ کیلومتری جادهٔ نقده اشنویه واقع است. اهالی محلی به آن قه لاتان می‌گویند.
گرد قلعه لر مربوط به دوران پیش از تاریخ ایران باستان - دوران‌های تاریخی پس از اسلام است و در حومه این روستا واقع شده و این اثر در تاریخ ۱ آذر ۱۳۴۴ با شمارهٔ ثبت ۴۷۸ به‌عنوان یکی از آثار ملی ایران به ثبت رسیده‌است. این روستا از ادغام روستای قلاتان و دیلانچرخ پایین به وجود آمده‌است.

## جمعیت
این روستا در دهستان سلدوز قرار دارد و براساس سرشماری مرکز آمار ایران در سال ۱۳۸۵، جمعیت آن ۴۵۵ نفر (۸۷ خانوار) بوده‌است.